# 13e Panzerdivision
Pour les articles homonymes, voir 13e division.
La 13e Panzerdivision également appelée Magdeburger Division était une division blindée de la Wehrmacht durant la Seconde Guerre mondiale.
Son origine remonte à la création en 1934 de l'Infanterieführer IV qui devient l'année suivante la 13e division d'infanterie (allemand : 13. Infanterie-Division). Motorisée, elle est renommée 13. Infanterie-Division (motorisiert) en 1937 et participe à l'invasion de la Pologne puis à la campagne de l'Ouest. À l'automne 1940, elle est transformée en division blindée et est renommée 13. Panzer-Division en octobre. Elle prend ensuite part à l'invasion de l'URSS à travers l'Ukraine puis vers le Caucase avant de reculer et passer à la défensive. À l'été 1942 elle reprend l'offensive en direction du Caucase ; début 1943 elle se replie dans la tête de pont du Kouban où elle demeure jusqu'à la fin de l'été, elle participe ensuite à la défense du Dniepr jusqu'au printemps 1944 où la division retraite à travers l'Ukraine, épuisée à la fin de l'été elle part se reconstituer en Hongrie où elle reprend le combat dès octobre dans les plaines de Puszta. Les combats défensifs la mènent jusqu'à Budapest où elle est piégée en novembre et anéantie en janvier 1945. Dès novembre 1944, une nouvelle division est mise sur pied à partir de la 13. Panzer-Division, elle est baptisée Panzerdivision Feldherrnhalle 2 en mars 1945.

## Emblèmes divisionnaires

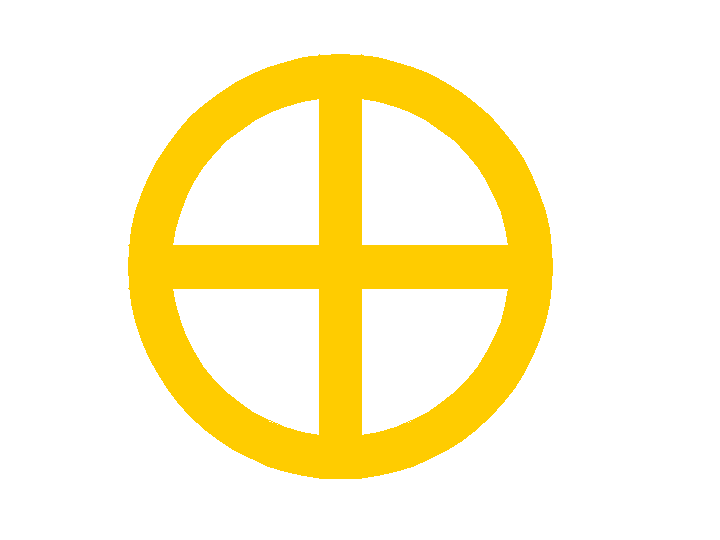
Emblème de la 13e Panzerdivision

## Commandants
| Début                          | Fin                            | Grade                          | Nom                                         |
| 13. Infanterie-Division (mot.) | 13. Infanterie-Division (mot.) | 13. Infanterie-Division (mot.) | 13. Infanterie-Division (mot.)              |
| ------------------------------ | ------------------------------ | ------------------------------ | ------------------------------------------- |
| Création                       | été 1939                       | Generalleutnant                | Paul Otto                                   |
| Été 1939                       | 6 septembre 1939               | Generalleutnant                | Moritz von Faber du Faur                    |
| 6 septembre 1939               | 11 octobre 1940                | Generalleutnant                | Friedrich-Wilhelm von Rothkirch und Panthen |
| 13. Panzer-Division            |                                |                                |                                             |
| 11 octobre 1940                | 25 juin 1941                   | Generalleutnant                | Friedrich-Wilhelm von Rothkirch und Panthen |
| 25 juin 1941                   | 30 novembre 1941               | Generalleutnant                | Walter Düvert                               |
| 1er décembre 1941              | 1er novembre 1942              | General der Panzertruppen      | Traugott Herr                               |
| 1er novembre 1942              | 1er décembre 1942              | Generalleutnant                | Hellmut von der Chevallerie                 |
| 1er décembre 1942              | 15 mai 1943                    | Generalmajor                   | Wilhelm Crisolli                            |
| 15 mai 1943                    | 1er septembre 1943             | Generalleutnant                | Hellmut von der Chevallerie                 |
| 1er septembre 1943             | 26 décembre 1943               | Generalleutnant                | Eduard Hauser                               |
| 26 décembre 1943               | 18 mai 1944                    | Generalleutnant                | Hans Mikosch                                |
| 18 mai 1944                    | 25 mai 1944                    | Oberst                         | Friedrich von Hake                          |
| 25 mai 1944                    | 9 septembre 1944               | Generalleutnant                | Hans Tröger                                 |
| 9 septembre 1944               | 11 février 1945 (†)            | Generalmajor                   | Gerhard Schmidhuber                         |

## Historique
L'état-major de la 13e division d'infanterie est créé en octobre 1934 en tant qu'Infanterieführer IV à Magdebourg dans le Wehrkreis IV, avant de prendre le nom de 13. Infanterie-Division le 15 octobre 1935. Elle est renommée 13. Infanterie-Division (motorisiert) le 12 octobre 1937.
Mobilisée le 18 août 1939, elle participe à l'invasion de la Pologne.
Dans le plan d'offensive à l'ouest, elle fait partie du 14e corps d'armée qui avance initialement en troisième échelon de la Panzergruppe von Kleist, 330 kilomètres derrière les unités en premières lignes attaquant à travers l'Ardenne. Le 19 juin 1940, le 93e régiment d'infanterie est engagé dans la bataille de Bellegarde.
Après la campagne, elle est réorganisée en tant que 13e Panzerdivision.

### Barbarossa
La 13e Panzerdivision est créée à Vienne en octobre 1940, à partir de la 13e Division d'infanterie motorisée et du 4e régiment de Panzer appartenant à la 2e Panzerdivision et est immédiatement envoyé en Roumanie pour la formation.
À la veille de l'opération Barbarossa, la 13e Panzerdivision avait une force totale de 149 blindés :
- 45 PzKpfw II ;
- 27 PzKpfw III (37 mm) ;
- 44 PzKpfw III (50 mm) ;
- 20 PzKpfw IV ;
- 13 PzBef (chars de commandement).

Elle prend part à l'opération Barbarossa, dans le cadre de la 1re Panzerarmee (Groupe d'armées sud).
Elle part de Lublin, et le 23 juin bouscule la 5e Armée Soviétique au sud de Kovel, s'empare de Luck le 25 juin et franchit la rivière Styr et fonce sur Dubno et Rovno s'emparant, le 28 juin, des ponts stratégiques sur la rivière Oustia.
Relevée par la 25e division d'infanterie motorisée, la division passe les rivières Horyn et Sluc et progresse à toute vitesse sur Novograd Volynsky et fonce sur Jitomir qu'elle atteindra le 9 juillet. Une fois Jitomir tombée, la 13e Panzerdivision progresse sur Kiev située à moins de 150 km et contribue au succès de l'encerclement des forces soviétiques à Kiev, puis elle entre à Krementchoug et Dniepropetrovsk sur les berges du Dniepr.
À la fin de 1941, elle est stationnée à Rostov-sur-le-Don mais est obligée de se retirer en raison de terribles contre-attaques soviétiques.

### Caucase et Kouban
En 1942 et 1943, faisaient partie de la 1re Panzerarmee (Groupe d'armées A), la division est impliquée dans les batailles pour les champs pétrolifères du Caucase et dans la défense désespérée de la péninsule de Kouban après la bataille de Stalingrad. À l'automne 1943, elle se retire dans l'ouest de l'Ukraine, où se déroule des combats défensives près du fleuve Dniepr.

### Roumanie
L'offensive de l'armée soviétique a poussé les Allemands à leurs positions de départ de juin 1941. La 13e Panzerdivision était rattachée à l'Armée du Sud du Groupe Ukraine, qui a pour but d'empêcher les Soviétiques de saisir les champs pétrolifères roumains. L'offensive de l'Armée rouge d'août 1944 a entraîné la mort ou l'emprisonnement de la plupart des hommes de la division.

### Nouvelle formation et les batailles pour la Hongrie
La division est reformée en octobre 1944 et reçoit un équipement moderne, comme le  Panther G et le Jagdpanzer IV. Dans la bataille de Debrecen, la division contribue à anéantir trois corps de blindés soviétiques, toutefois, elle est encerclée à Budapest à la fin de 1944 et détruite en janvier 1945 avec la 6e Armée.

### Fin de la guerre
Au mois de mars 1945, la division est formée une nouvelle fois sous le nom de Panzerdivision Feldherrnhalle 2. Le dernier des engagements avec les Soviétiques se déroule à la frontière austro-hongroise. La Panzerdivision se trouve en Autriche à la Capitulation.

## Crimes de guerre
Au cours de l'invasion de la Pologne, les soldats de la division ont pris part à des massacres dans le village de Drzewica les 8 et 9 septembre. Des colonnes médicales marquées du sigle de la Croix-Rouge ont également été attaqués. Les soldats de la division ont utilisé des civils comme boucliers humains.

## Ordre de bataille

### Juin 1940
- Schutzen-Brigade 13
  - Schutzen-Regiment 66
  - Schutzen-Regiment 93
- Panzer-Regiment 4 (2 Abteilung)
- Kradschutze-Bataillon 43
- Aufklarung-Abteilung 13
- Artillerie-Regiment 13 (3 Abteilung)
- Panzerjager-Abteilung 13
- Pionier-Abteilung 4
- Nachrichten-Abteilung 13
- Versorgungsdienste 13

### Octobre 1944
- Panzer-Regiment 4
- Panzer-Grenadier-Regiment 66
- Panzer-Grenadier-Regiment 93
- Panzer-Artillerie-Regiment 13
- Feldersatz-Bataillon 13
- Panzer-Aufklärungs-Abteilung 13
- Heeres-Flak-Artillerie-Abteilung 271
- Panzerjäger-Abteilung 13
- Panzer-Pionier-Bataillon 4
- Panzer-Nachrichten-Abteilung 13
- Panzer-Versorgungstruppen 13